# ماریانووو برودووسکیه
ماریانووو برودووسکیه (به لاتین: Marianowo Brodowskie) یک روستا در لهستان است که در گمینا شرودا ویلکوپولسکا واقع شده‌است. ماریانووو برودووسکیه ۱۰۰ نفر جمعیت دارد.